# Popé
Popé o Po'Pay  (ˈpoʊpeɪ) (Nuovo Messico, 1630 – Nuovo Messico, 1688) è stato il capo religioso Tewa di Ohkay Owingeh (noto nel periodo coloniale come San Juan Pueblo) che guidò la rivolta Pueblo del 1680 contro il governo coloniale spagnolo.
Nella prima rivolta vinta contro gli spagnoli, il Pueblo espulse i coloni e li tenne fuori dal proprio territorio per dodici anni.

## Contesto storico
Il governo spagnolo dei Pueblo posti nella valle del Rio Grande in Nuovo Messico iniziò nel 1598. Nonostante in quel periodo gli abitanti fossero tra i 40 000 e gli 80 000, le molte città indipendenti, spesso di lingua diversa ed ostili tra loro, non si erano mai unite contro gli spagnoli. Le rivolte nei confronti del dominio spagnolo erano frequenti, ma venivano represse in modo spietato. I pueblo pativano gli abusi dei lord spagnoli, dei soldati, dei sacerdoti e dei loro alleati indiani messicani, molti dei quali di Tlaxcala. In particolare gli spagnoli vietarono le cerimonie religiose dei pueblo. L'effetto di violenza, lavoro forzato e malattie europee (contro le quali non avevano l'immunità) ridussero la popolazione dei pueblo a circa 15000 unità negli ultimi anni del XVII secolo.
Popé appare nel 1675 come uno dei 47 capi religiosi del pueblo settentrionale arrestati per "stregoneria". Tre furono giustiziati ed uno si suicidò. Gli altri furono frustati, imprigionati a Santa Fe e condannati ad essere venduti come schiavi. Settanta guerrieri pueblo si presentarono nell'ufficio del governatore e chiesero, educatamente ma con insistenza, che Popé e gli altri fossero rilasciati. Il governatore esaudì la richiesta, forse anche perché la colonia era già occupata a gestire Apache e Navajo e non voleva correre il rischio di una rivolta pueblo.  Popé viene descritto come "un individuo feroce e dinamico… che ispirava rispetto ed incuteva timore in coloro che avevano a che fare con lui".
Dopo la liberazione Popé si trasferì nel remoto pueblo di Taos dove iniziò ad organizzare una ribellione. L'obiettivo di Popé era semplice: distruggere gli spagnoli e la loro influenza, e tornare al vecchio stile di vita che aveva garantito ai pueblo una relativa pace, prosperità ed indipendenza. La rivolta pueblo mostrava "tutte le classiche caratteristiche di un movimento di rivitalizzazione...l'ascesa di un capo carismatico, lo sviluppo in uno stretto nucleo di seguaci che diffuse il messaggio del profeta ad un ampio pubblico; e la conseguente trasformazione delle culture e delle comunità pueblo".
Popé iniziò negoziazioni segrete con i capi di tutti gli altri pueblo. Questi accettarono di iniziare la rivolta il 13 agosto 1680, e messaggeri furono inviati in ogni pueblo con corde annodate, dove il numero dei nodi corrispondeva al numero dei giorni trascorsi i quali la rivolta sarebbe scoppiata. In realtà la rivolta iniziò prima. La quantità di odio dei pueblo nei confronti degli spagnoli è dimostrata dal fatto che riuscirono a tenere segreto il piano, anche se questo coinvolse numerosi capi e città. Popé uccise il proprio genero, Nicolas Bua, perché temeva potesse tradirli parlando del piano agli spagnoli. Solo i pueblo dell'area abitata dai Tiwa, vicino alla sede del potere spagnolo a Santa Fe, non vollero partecipare alla rivolta. Sembra che i Piro non siano stati invitati a partecipare alla rivolta.

## La rivolta
Gli ultimi anni erano stati relativamente calmi e gli spagnoli della capitale Santa Fe si stupirono quando la mattina del 10 agosto fu detto al governatore che un sacerdote spagnolo era stato ucciso in un pueblo a soli 14 km da Santa Fe. Il 15 agosto 1000 spagnoli si erano rifugiati nel palazzo del governatore di Santa Fe dove furono assediati da un esercito indiano guidato da Popé che stimarono (o sovrastimarono) essere di 2500 unità. Gli altri spagnoli sopravvissuti si rifugiarono nel pueblo amico di Isleta da cui partirono per fuggire verso il Messico.
Il 21 agosto gli spagnoli fecero una sortita dal palazzo ed iniziarono un lungo viaggio verso sud, abbandonando il Nuovo Messico e non fermandosi fino ad El Paso in Texas. I pueblo non attaccarono i coloni che partirono. I sopravvissuti erano circa 2000, mentre la rivolta costò agli spagnoli 400 morti, tra cui 21 dei 33 sacerdoti del Nuovo Messico.

## Dopo la rivolta
Popé era riuscito ad espellere gli spagnoli dal Nuovo Messico e secondo gli ultimi racconti, forse esagerati, divenne l'unico regnante di tutti i pueblo. Tentò di cancellare ogni traccia di presenza spagnola nel Nuovo Messico proclamando che "Il Dio dei Cristiani è morto. Era fatto di legno marcio".

Un gruppo di 300 spagnoli cercò di riconquistare un punto d'appoggio in Nuovo Messico nel 1681, ma fu respinto dall'esercito di Popé. Un nuovo tentativo fallì nel 1687. L'espulsione degli spagnoli non portò pace e prosperità tra i pueblo. Il ritorno alla religione tradizionale non portò le piogge necessarie a combattere la carestia che stava distruggendo i raccolti. Apache e Navajo ripresero le razzie contro i pueblo, e solo allora gli abitanti capirono che gli spagnoli garantivano una difesa contro le razzie. Le tradizionali rivalità divisero i pueblo. Il tentativo di Popé di governare tutti i pueblo fallì, e fu considerato un tiranno da molte città. Inoltre, tra i cittadini dei pueblo vi erano cristiani parenti o amici degli spagnoli. L'opposizione al governo spagnolo aveva incentivato i pueblo ad unirsi, ma dopo la riuscita della rivolta non c'era nulla a garantire la coesione.
Popé morì, probabilmente nel 1688, con i pueblo divisi ed indeboliti. Nel 1692 il governatore Diego de Vargas, con un esercito di 150 soldati spagnoli e pueblo alleati, tentò la riconquista. Vargas promise di perdonare chi aveva partecipato alla rivolta, e molti ne accettarono le condizioni, anche se la lotta violenta continuò per molti anni. Solo gli Hopi, vivendo nella distante Arizona, mantennero la loro indipendenza, anche se alcuni abitanti si trasferirono a vivere presso Navajo ed Apaches.

## Conseguenze e giudizio su Popé
Come detto da Matthew Martinez, originario del pueblo di Popé, Ohkay Owingeh, "serviva un uomo unico per orchestrare la rivolta tra due dozzine di comunità che parlavano sei lingue diverse ed erano sparse in circa 600 chilometri". Il poco che sappiamo di Popé è distorto dai cronisti spagnoli e dai loro informatori indiani, molti dei quali nemici di Popé.
Sia spagnoli che pueblo furono decimati dalla rivolta e dal suo strascico. Quello che possiamo dire con certezza è che le relazioni tra spagnoli e pueblo furono diverse dopo la ribellione. Il temuto sistema delle encomienda (lavoro forzato) fu vietato in Nuovo Messico. I sacerdoti francescani non interferirono con le cerimonie tradizionali dei pueblo. I guerrieri pueblo ed i soldati spagnoli divennero alleati nella lotta contro i nemici comuni, Apache, Navajo, Ute ed una nuova e più pericolosa minaccia per la sopravvivenza del Nuovo Messico, i Comanche. Per cui il Nuovo Messico divenne una fusione di cultura spagnola e pueblo.

## Riconoscimenti
Il 21 marzo 2005 fu inaugurata la statua di Popé per la Sala delle Statue del Congresso degli Stati Uniti d'America. L'artista, Cliff Fragua, fu il primo nativo statunitense ad esporre una statua in questa famosa galleria. La statua, leggermente più grande delle dimensioni reali, mostra Popé mentre tiene una corda annodata nella mano sinistra, segnale dello scoppio della rivolta. Nella mano destra c'è un feticcio e dietro di lui un calderone che simbolizza il mondo e la religione pueblo. Sulla schiena vi sono i segni delle frustate ricevute per aver celebrato i riti religiosi tradizionali pueblo. Herman Agoyo di Ohkay Owingeh disse: "Per noi abitanti dei pueblo Popé è un eroe. Le tribù stavano perdendo la loro identità culturale quando la rivolta pueblo la ristabilì". È una delle sole due statue presentate dal Nuovo Messico alla Sala delle Statue.
Popé viene citato dal controverso sacerdote cattolico padre Martinez del pueblo di Taos all'interno del Death Comes for the Archbishop di Willa Cather come il capo della rivolta indiana che "tanto aggiunse al martirio spagnolo".